# Сисилиано, Рикардо
Рика́рдо Сисилиа́но (исп. Ricardo Manuel Ciciliano Bustillo; 23 сентября 1976, Барранкилья — 17 сентября 2020, там же) — колумбийский футболист, выступавший на позиции полузащитника.

## Биография
Рикардо Сисилиано родился в Барранкилье. В возрасте 16 лет подписал контракт с «Депортиво Перейрой» и вскоре дебютировал в основном составе этой команды. В 1996 году стал игроком «Депортес Толимы». В 1999—2001 годах четырежды отдавался в аренду в другие команды — в «Атлетико Букарамангу», «Депортиво Пасто», «Депортес Киндио» и «Хуниор» из родной Барранкильи. В 2003 году помог «Толиме» впервые стать чемпионом Колумбии (чемпионат Финалисасьон).
В 2005 году перешёл в «Депортиво Кали», которому в следующем году также помог стать чемпионом Колумбии (Финалисасьон). В середине года он перешёл в «Мильонариос», и в ходе Финалисасьона того года в матче против «Индепендьенте Медельина» после ухода с поля травмированного Хуана Карлоса Энао был вынужден встать на ворота. За несколько минут до завершения игры был назначен пенальти, и Сисилиано отбил удар Хайме Кастрильона. «Мильонариос» выиграл со счётом 1:0. Через два года в противоположной ситуации Рикардо не сумел реализовать пенальти в ворота «Депортиво Кали», которые вынужденно защищал парагваец Карлос Эспинола.
В розыгрыше Южноамериканского кубка 2007 года Рикардо Сисилиано стал лучшим бомбардиром турнира с шестью голами и помог «Мильонариосу» дойти до полуфинала.
В 2008 году у полузащитника возник конфликт с руководством «Мильонариоса», и игрок дважды подряд отдавался в аренду — в «Онсе Кальдас» и «Хуниор» — до заверешения контракта со столичным клубом. В 2010—2011 годах единственный раз в карьере выступал за зарубежный клуб. Помог клубу «Хуан Аурич» в 2011 году впервые стать чемпионом Перу. Последним клубом в профессиональной карьере Сисилиано стал в 2012 году «Атлетико Уила».
В конце августа 2020 года бывший футболист был госпитализирован с пневмонией. Усилия врачей не увенчались успехом, и 17 сентября Рикардо Сисилиано умер, не дожив всего шесть дней до 44 лет.

## Титулы и достижения
Командные
- Чемпион Колумбии (2): Финалисасьон 2003, Финалисасьон 2005
- Чемпион Перу: 2011
- Чемпион Южной Америки среди юношей (до 17 лет): 1993

Личные
- Лучший бомбардир Южноамериканского кубка (1): 2007 (6 голов)